# Phyllanthus atripennis
A Phyllanthus atripennis a madarak osztályának verébalakúak (Passeriformes) rendjébe és a  Leiothrichidae családjába tartozó Phyllanthus nem egyetlen faja.

## Rendszerezése
A fajt William John Swainson angol ornitológus írta le 1949-ben, a Crateropus nembe Crateropus atripennis néven. Egyes szervezetek  a Turdoides nembe sorolják Turdoides atripennis néven.

## Alfajai
- Phyllanthus atripennis atripennis (Swainson, 1837)
- Phyllanthus atripennis bohndorffi (Sharpe, 1884)
- Phyllanthus atripennis rubiginosus (Blyth, 1865)[2]

## Előfordulása
Afrika középső részén, Bissau-Guinea, Gambia, Guinea, Libéria, Szenegál és Sierra Leone területén honos. Természetes élőhelyei a szubtrópusi vagy trópusi síkvidéki- és hegyi esőerdők. Állandó, nem vonuló faj.

## Megjelenése
Testhossza 21–24 centiméter, a hím átlagos testtömege 84 gramm, a tojóé 86,5 gramm.

## Életmódja
Elsősorban gerinctelenekkel táplálkozik.

## Természetvédelmi helyzete
Az elterjedési területe elég nagy, de csökkenő, egyedszáma is csökken. A Természetvédelmi Világszövetség Vörös listáján mérsékelten fenyegetett fajként szerepel.